# Crypthelia trophostega
Crypthelia trophostega är en nässeldjursart som beskrevs av Fisher 1938. Crypthelia trophostega ingår i släktet Crypthelia och familjen Stylasteridae. Inga underarter finns listade i Catalogue of Life.